# 9679 Crutzen
A 9679 Crutzen (ideiglenes jelöléssel 2600 P-L) a Naprendszer kisbolygóövében található aszteroida. Cornelis Johannes van Houten, Ingrid van Houten-Groeneveld és Tom Gehrels fedezte fel 1960. szeptember 24-én.